# Bort-les-Orgues
Bort-les-Orgues (okcitansko Bòrt) je naselje in občina v južnem francoskem departmaju Corrèze regije Limousin. Leta 2007 je naselje imelo 3.247 prebivalcev.

## Geografija
Kraj leži v pokrajini Limousin ob reki Dordogne, na kateri je na tem mestu zgrajena istoimenska hidroelektrarna moči 240 MW, in njenem levem pritoku Rhue, 28 km jugovzhodno od Ussela.

## Uprava
Bort-les-Orgues je sedež istoimenskega kantona, v katerega so poleg njegove vključene še občine Margerides, Monestier-Port-Dieu, Confolent-Port-Dieu, Saint-Bonnet-près-Bort, Saint-Julien-près-Bort, Saint-Victour, Sarroux, Thalamy in Veyrières s 5.149 prebivalci.
Kanton Bort-les-Orgues je sestavni del okrožja Ussel.

## Zanimivosti
- grad Château de Val iz 13. do 17. stoletja na bregovih jezera (ozemlje občine Lanobre, Cantal), njen lastnik je od izgradnje jezu občina Bort-les-Orgues, francoski zgodovinski spomenik,
- V bližini se nahajajo vulkanski masiv fonolita v obliki cevastih orgel, po katerih je kraj dobil ime les-Orgues, in kanjoni reke Rhue Le Saut-de-la-Saule.

## Pobratena mesta
- Saint-Julien-lès-Metz (Moselle, Lorena);